# Coronaster marchenus
Coronaster marchenus är en sjöstjärneart som beskrevs av Rudolf Christian Ziesenhenne 1942. Coronaster marchenus ingår i släktet Coronaster och familjen Labidiasteridae. Inga underarter finns listade i Catalogue of Life.